# Horehronie (dal)
A Horehronie (magyarul: Felső-Garammente) egy popdal, mely Szlovákiát képviselte a 2010-es Eurovíziós Dalfesztiválon. A dalt a szlovák Kristína Peláková adta elő szlovák nyelven.
A dal a 2010. február 27-én rendezett szlovák nemzeti döntőn nyerte el az indulás jogát. A döntőben a közönségtől a legtöbb szavazatot kapta, a zsűritől pedig a második helyet, így holtversenyben végzett az első helyen. A szabályok értelmében holtverseny esetén a nézők szavazata döntött, így ezt a dalt hirdették ki győztesként. A dal már a döntő előtt a szlovák kislemez lista első helyéig jutott, és több héten át listavezető volt. Kristína előző albumának a címe … ešte váham, vagyis Még tétovázom.
Az Eurovíziós Dalfesztiválon a dalt először a május 25-én tartandó első elődöntőben adták elő, a fellépési sorrendben negyedikként, az észt Malcolm Lincoln Siren című dala után, és a finn Kuunkuiskaajat Työlki ellää című dala előtt. Az elődöntőben huszonnégy ponttal a tizenhatodik, utolsó előtti helyen végzett, így nem jutott tovább a 29-én rendezett döntőbe.
A következő szlovák induló a TWiiNS I’m Still Alive című dala volt a 2011-es Eurovíziós Dalfesztiválon.